# ذي إيكونوميست
ذي إيكونوميست (بالإنجليزية: The Economist)‏ هي مجلة أسبوعية ناطقة باللغة الأنجليزية تهتم بنشر الأخبار والشؤون الدولية. وهي مملوكة لشركة «مجلة إكونومست المحدودة» وتحرر في لندن.ولقد بدأ نشرها منذ أسسها جيمس ويلسون في سبتمبر 1843. ورغم إدعائها بأنها جريدة، فإن غلاف كل عدد يكون ورق لامع مثل المجلات. وقد وصلت أرقام التوزيع في 2007 لما يزيد عن 1.3 مليون نسخة للعدد، حوالي نصف هذا العدد في أمريكا الشمالية وحدها.
الإكونومست ليست جريدة اقتصادية بحتة، لإنها تهدف إلى «أخذ موقع في المنافسة الشديدة بين المعرفة التي تقودنا للتقدم والجهل الذي يعوق تقدمنا».عمليا فإن صحافتها الموضوعية تقوم على إتخاذ سياسات تحرير تقوم على مبادئ التجارة الحرة والعولمة. كما إنها تستهدف الجمهور المثقف وتفتخر بأن من بين قرائها بعض التنفيذيين وواضعي السياسات والنظم.
ترجع ملكية الجريدة لـ The Economist Group، وتمتلك نصف اسهمها Financial Times التي تعتبر (أي Financial Times) جزء من Pearson PLC.كما يتضمن هيكل الملكية مجموعة من حملة الأسهم المستقلين منهم مجموعة من فريق العمل وRothschild banking family of England التي تملك الجزء الباقي من الأسهم.
يتم تعيين المحرر عن طريق مجلس الأمناء، الذي لا يمكن إقالته إلا بإذن منهم. بالإضافة إلى ذلك في أن ثلثي فريق العمل (المتكون من 75 فرد) يعملون من لندن على الرغم من تركيزهم على تغطية كل أحداث العالم.

## الخصائص
التركيز الأساسي للأكونومست على أخبار العالم والسياسة والأعمال ولكن بها أيضا أقسام عدة أخرى تهتم بالعلم التكنولوجيا والكتب والفن. كل أسبوعين يتضمن العدد تقريرا خاصا متعمقا عن موضوع معين، قطاع أعمال معين أو منطقة جغرافية معينة. كل ثلاتة أشهر تنشر الأكونومست تقرير ربع سنوي عن التكونولوجيا يسمى اwwwلـ Technology Quarterly أو اختصارا TQ.

## التاريخ

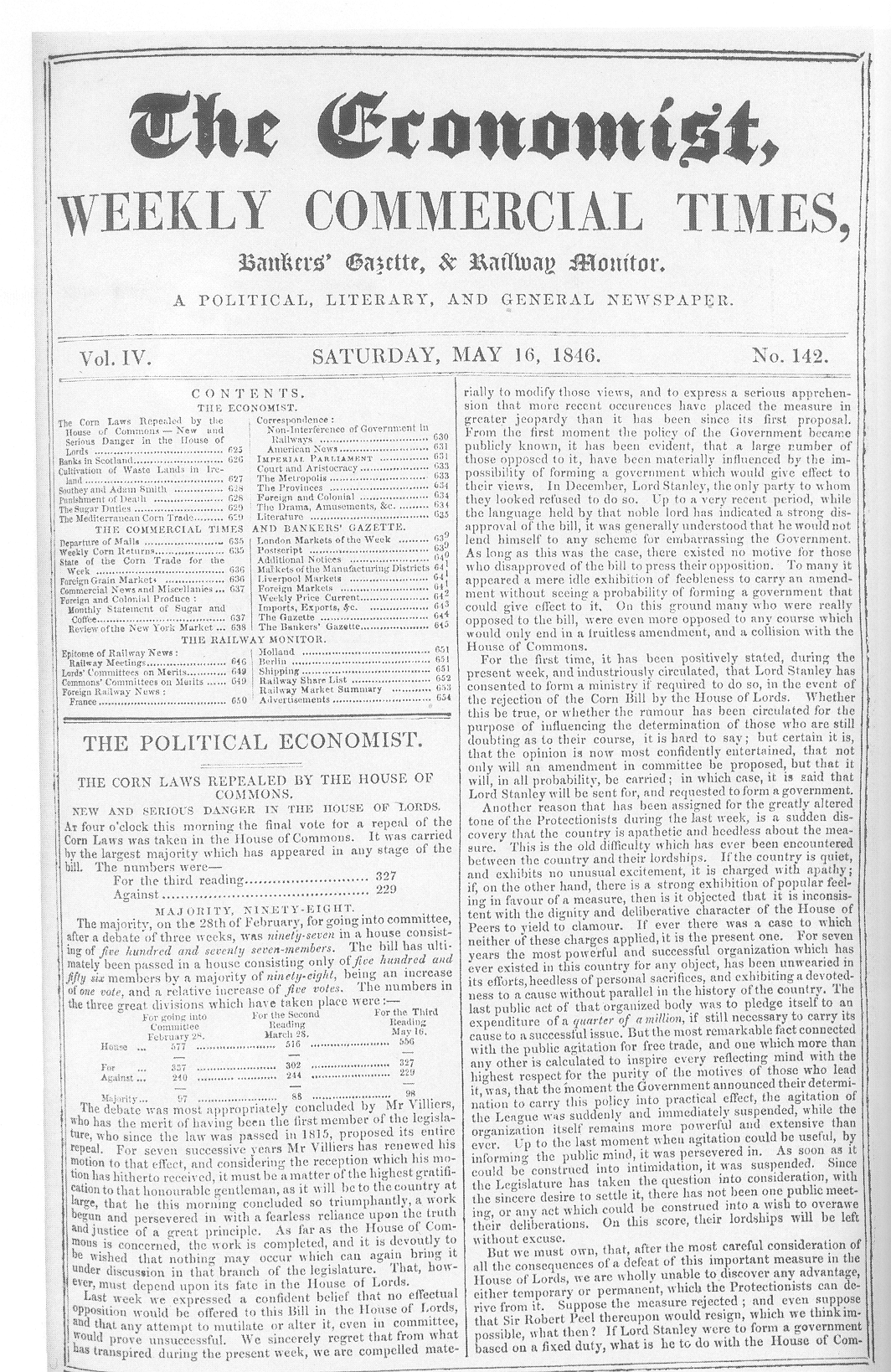
Front page of The Economist, on May 16, 1846قي

5 أغسطس 1843 prospectus for the "newspaper," enumerated thirteen areas of coverage that its editors wanted the newspaper to focus on:

## روابط خارجية
- ذي إيكونوميست على موقع الموسوعة البريطانية (الإنجليزية)